# Philomela

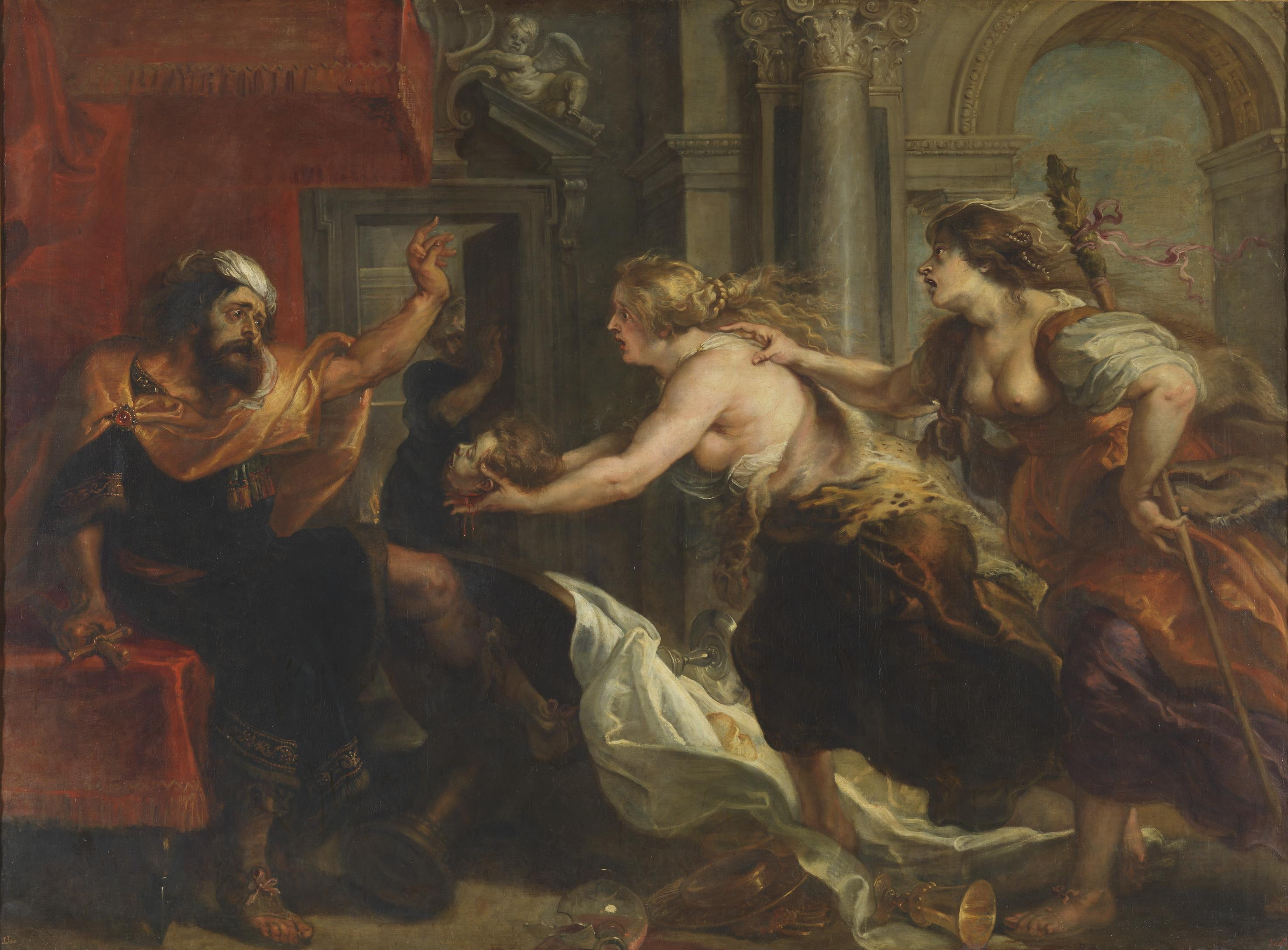
Procne en Philomela confronteren Tereus met het hoofd van Itys, schilderij van Rubens uit 1636-38

Philomela (Oudgrieks: Φιλομήλη) en Procne (Πρόκνη) waren in de Griekse mythologie de dochters van de Atheense koning Pandion I en de bronnimf Zeuxippe. Toen Pandion een oorlog tegen de Thebaanse koning Labdacus won dankzij de hulp van Tereus, een Thraciër en zoon van de oorlogsgod Ares, gaf hij hem Procne tot vrouw. Uit hun huwelijk werd een zoontje geboren, Itys.
Toen Philomela na een aantal jaren naar het afgelegen Thracië was gekomen om haar zuster gezelschap te houden, verkrachtte Tereus haar al voordat zij haar zus zag. Om te zorgen dat zij niets over de verkrachting kon zeggen sneed hij haar tong af en sloot haar op. Maar door op een weefgetouw een kleed te weven met een voorstelling van wat haar was overkomen en dat bij Procne te laten bezorgen, wist Philomela haar zus toch op de hoogte te stellen. De zusters namen wraak. Procne doodde de kleine Itys, kookte hem en zette hem als maaltijd aan de nietsvermoedende Tereus voor. Toen Tereus achteraf vernam wat hij had gegeten, werd hij razend en wilde de twee zussen vermoorden. Maar dankzij de hulp van de goden veranderden zij in twee vogels: Procne werd een zwaluw, Philomela een nachtegaal. Er zijn echter ook versies van het verhaal waarin Procne in een nachtegaal veranderde, en Philomela in een zwaluw. Tereus veranderde in een hop.
Verreweg de bekendste weergave van het verhaal is de wrede versie van de Romeinse dichter Ovidius in zijn Metamorphosen (VI,424-674). Maar deze gaat terug op oudere Griekse versies van de mythe. De zusters worden met hun vogelnamen al genoemd door Homerus (Odyssee 19, 518), Hesiodos (Werken en Dagen 674) en Sappho (fragm. 135 Voigt). 
Het uitvoerigst werd de mythe behandeld in twee kort na elkaar opgevoerde, maar bijna geheel verloren gegane tragedies met de titel Tereus, van Sophocles uit 427 v.Chr. en van Philokles uit 426 v.Chr. Ovidius baseerde zich vooral op de versie van Sophokles. De mythe wordt o.a. ook verteld door de mythografen Apollodorus (3,14,8) en Hyginus (fab. 45). De versie van de laatste wijkt af in details; zo verandert Tereus daar niet in een hop maar in een havik.